# Sincero (Mr. Rain)
Sincero è un singolo del cantautore italiano Mr. Rain, in collaborazione con il cantautore Alfa, pubblicato il 20 maggio 2022 come secondo estratto dal quarto album in studio Fragile.

## Descrizione
Il brano, scritto da Alfa con Lorenzo Vizzini, è prodotto dallo stesso Mr. Rain.

## Video musicale
Il video musicale, diretto da Massimiliano Di Liberto, è stato pubblicato in concomitanza all'uscita del singolo attraverso il canale YouTube del cantautore.

## Tracce
Testi di Andrea De Filippi, Lorenzo Vizzini, musiche di Mattia Balardi.
1. Sincero (feat. Alfa) – 2:53